# À Madame de Montespan
À Madame de Montespan est la fable de La Fontaine qui ouvre le livre VII situé en prologue du second recueil des Fables de La Fontaine, édité pour la première fois en 1678. 
La Fontaine y fait l'apologie de la beauté de la Marquise de Montespan, favorite du Roi, et à laquelle il dédie ce second recueil composés des livres VII à XI.